# Carterocephalus silvicola
The Northern Chequered Skipper (Carterocephalus silvicola) là một loài bướm thuộc họ Hesperiidae. Nó được tìm thấy ở Northern châu Âu and North and East châu Á.

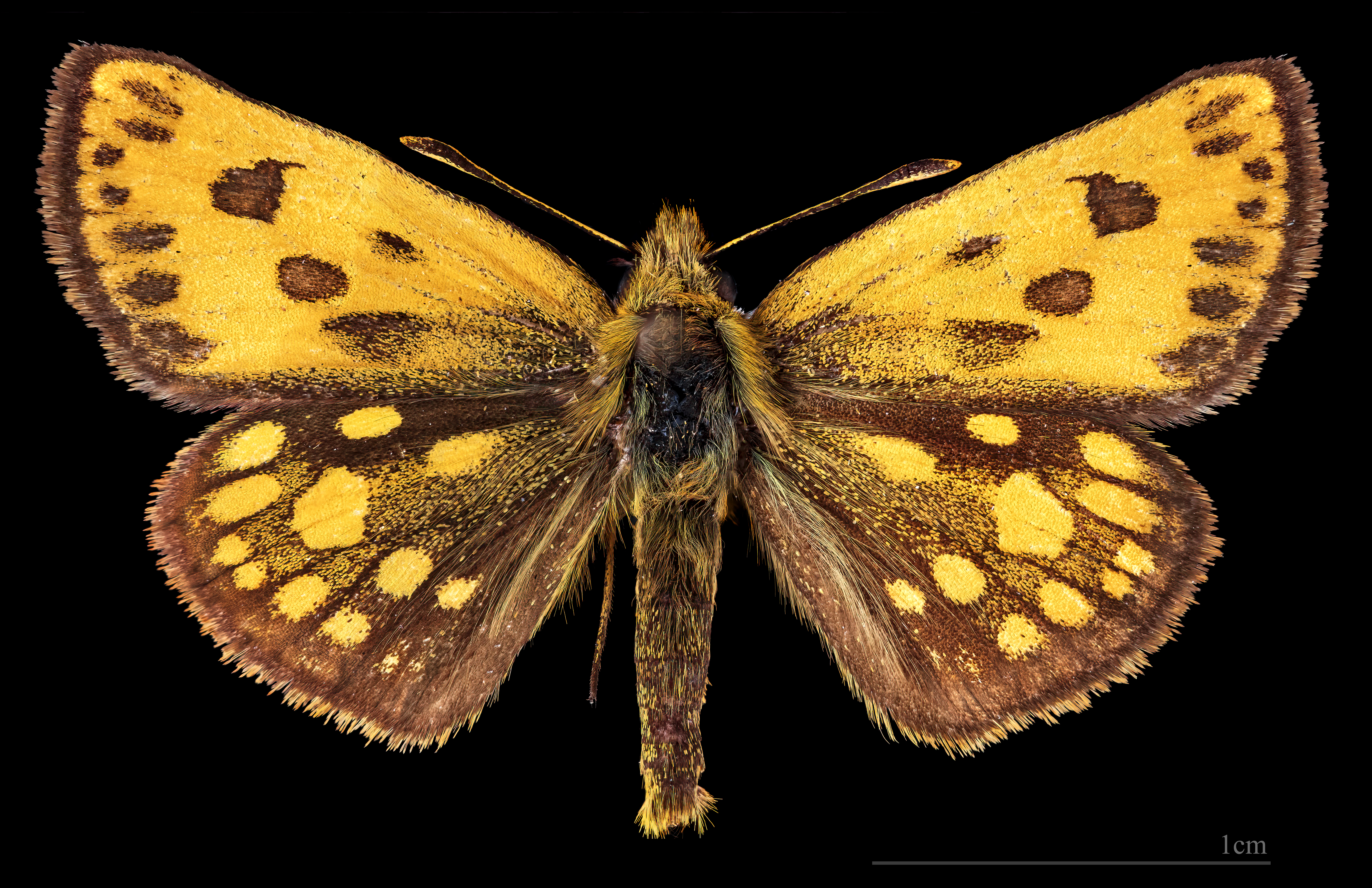
Carterocephalus silvicola ♂
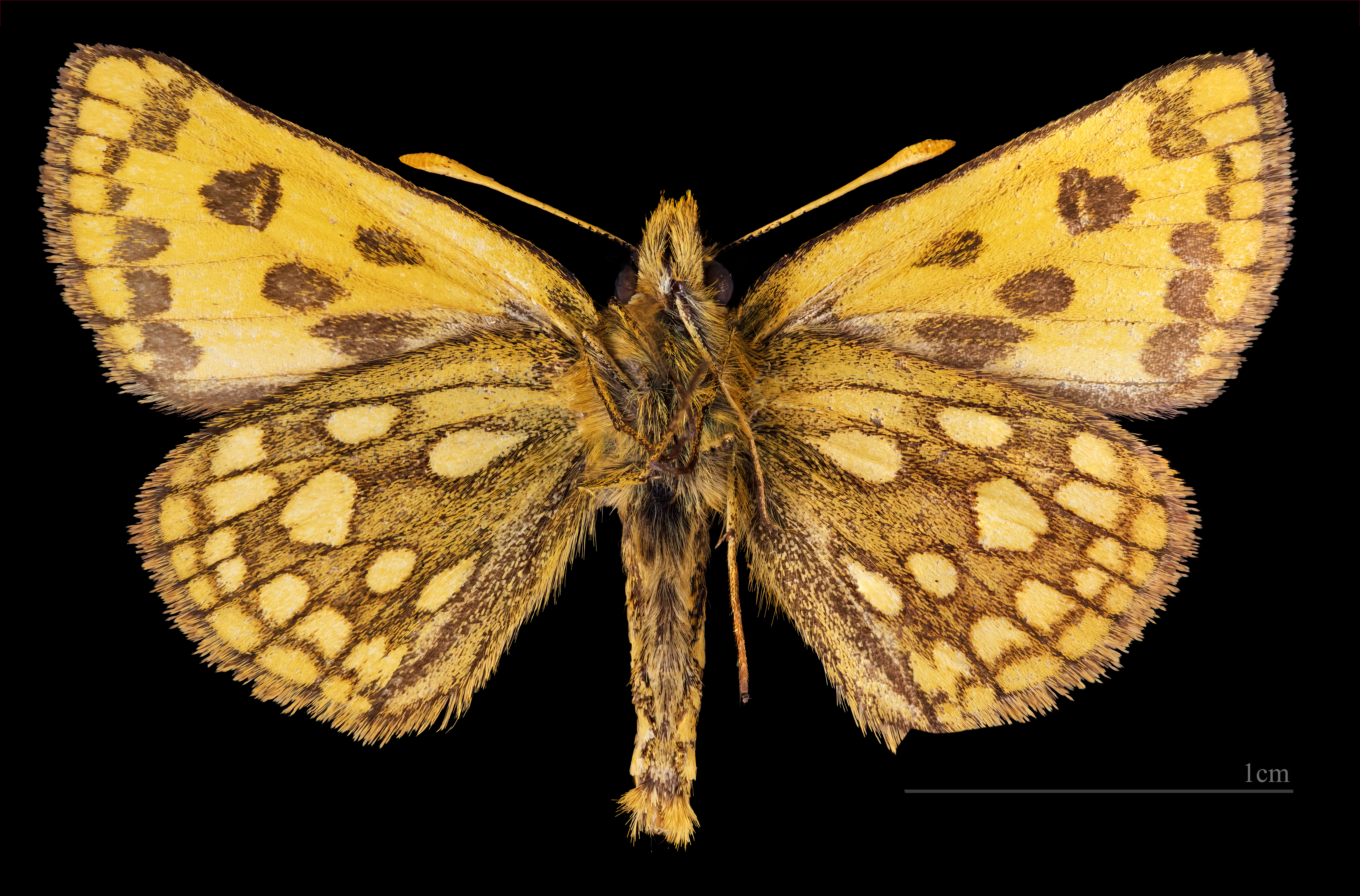
♂ △
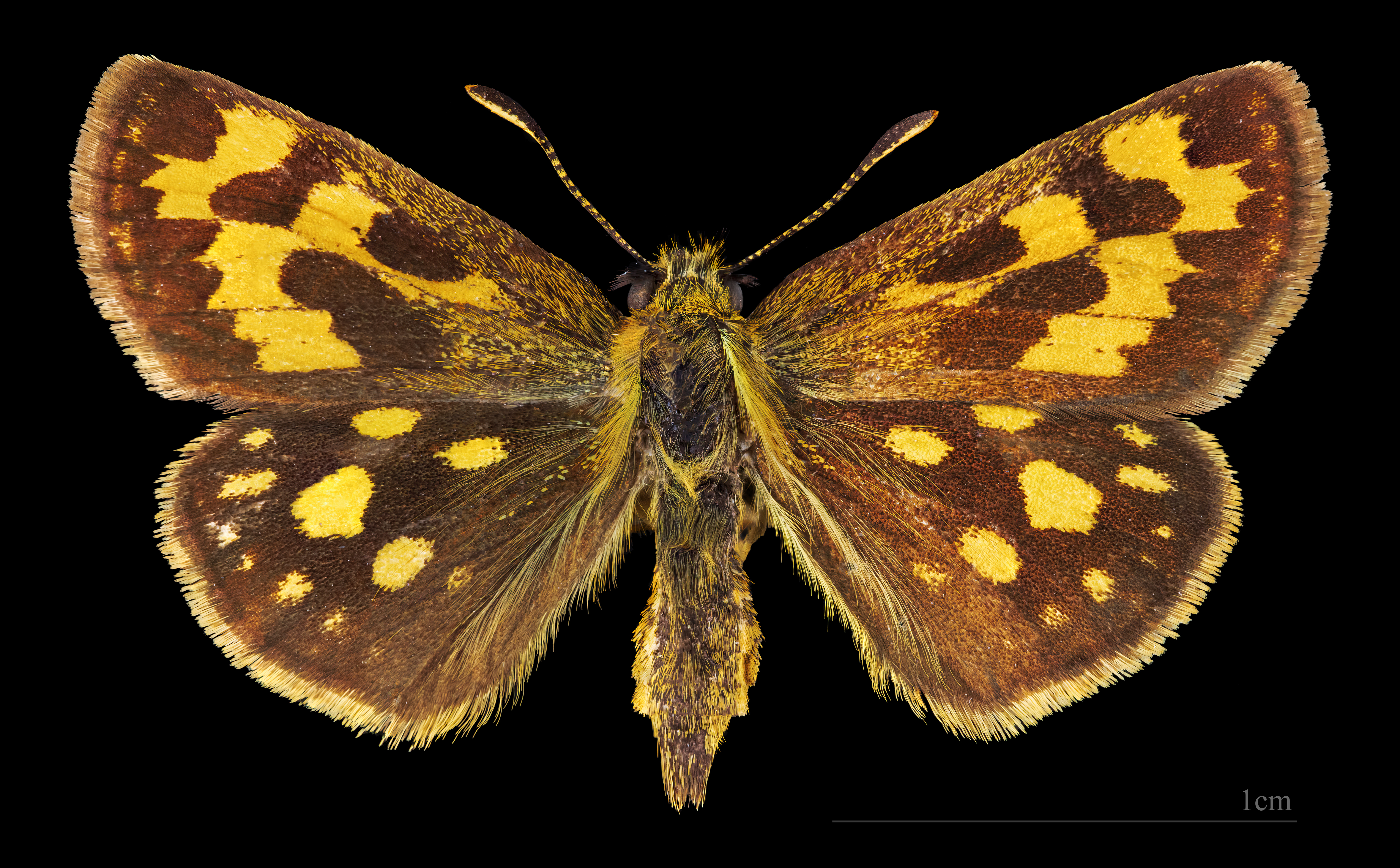
♀
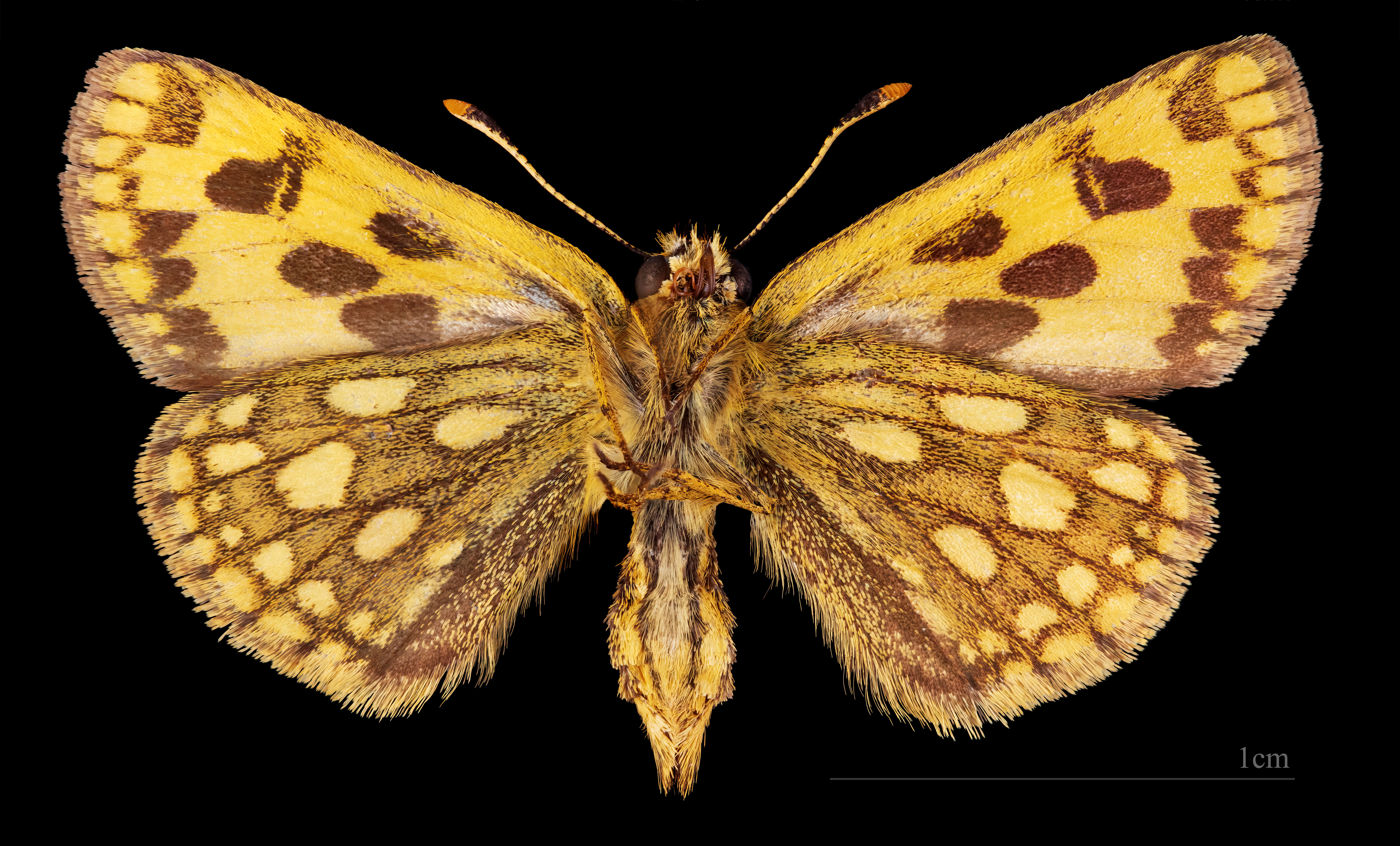
♀ △

Chúng bay từ tháng 5 đến tháng 6 tùy theo địa điểm.
Ấu trùng ăn nhiều loại cỏ.

## Hình ảnh

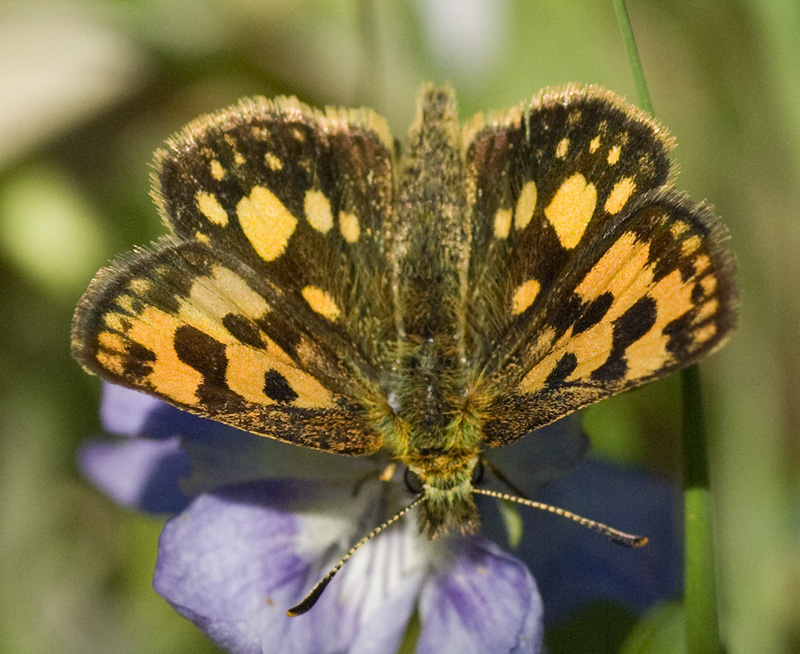
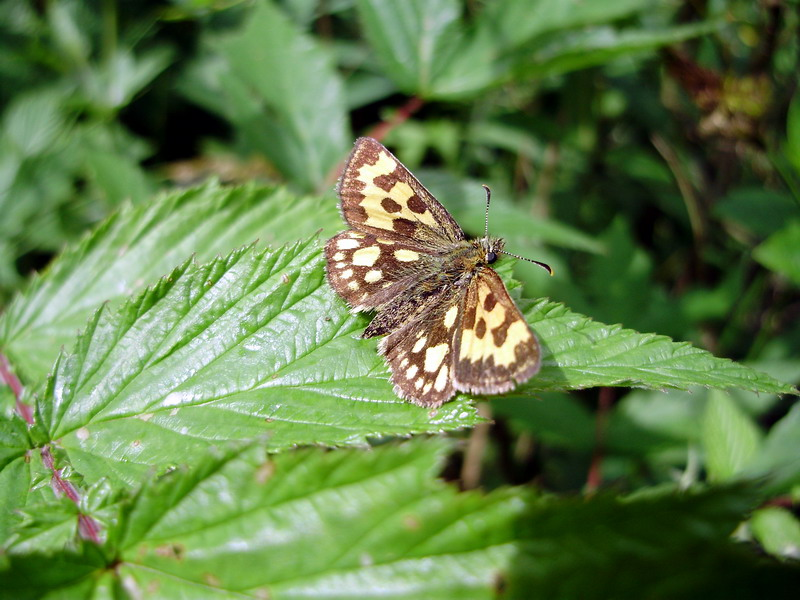